# Driedelige ambrosia
De driedelige ambrosia (Ambrosia trifida) is een eenjarige plant uit de composietenfamilie die van oorsprong voorkomt in Noord-Amerika. De wetenschappelijke naam van de plant werd in 1753 gepubliceerd door Carl Linnaeus in Species plantarum. De soort was toen al door verzamelaars naar Europa gebracht; Linnaeus kweekte de plant zelf in de botanische tuin van Uppsala, en hij citeert Adriaan van Royen, die hetzelfde deed in de Leidse hortus botanicus.

## Kenmerken
De plant wordt in het gebied van oorsprong gemiddeld twee meter hoog, maar exemplaren die op vochtige voedselrijke gronden staan kunnen een hoogte van zes meter bereiken. In Noordwest-Europa blijft de lengtegroei beperkt tot ongeveer een meter. De basis van de stengels is verhout; de stengels komen zowel vertakt als onvertakt voor. De bladvorm varieert maar is in sommige gevallen handvormig met vijf lobben en al dan niet met getande bladeren. De bladeren kunnen 25 centimeter lang en 20 centimeter breed worden. De bladsteel is enkele centimeters lang. De groene bloempjes zijn klein en zitten in trossen.
De plant is eenhuizig en draagt vruchten van slechts enkele millimeters lang met stekels aan de uiteinden.

## Standplaats en verspreiding
De driedelige ambrosia komt van nature voor in Noord-Amerika vanaf het noorden van Mexico tot in Canada. De plant groeit op allerlei soorten omgewerkte grond. De zaden van de plant blijven een tot vijf jaar goed.

### In Nederland
Tot de jaren zestig jaren van de vorige eeuw werd de soort in Nederland vooral aangetroffen bij havens en op industrieterreinen, onder meer in Wageningen, Deventer, Utrecht en Amsterdam. De verspreiding van de plant vond in eerste instantie plaats als verontreiniging in partijen graan en soja. De meeste groeiplaatsen zijn waarschijnlijk ontstaan door gemorste zaden tijdens de overslag, en lijken weinig bestendig. Wel heeft de soort zich verder verspreid naar oevers van rivieren en uiterwaardplassen, met name langs de Boven-Rijn, de Waal en de Merwede.

## Hooikoorts
Het stuifmeel van deze ambrosia, dat in grote hoeveelheden wordt geproduceerd, kan, net als dat van alsemambrosia, heftige hooikoortsreacties veroorzaken. Bovendien verlengen deze soorten het hooikoortsseizoen vanwege de late bloei in de periode van augustus tot en met oktober.